# Horní Poříčí (Strakonicei járás)
Horní Poříčí falu és önkormányzat (obec) Csehország Dél-csehországi kerületének Strakonicei járásában. Területe 7,05 km², lakosainak száma 310 (2008. 12. 31). A falu Strakonicétől mintegy 10 km-re nyugatra, České Budějovicétől 62 km-re északnyugatra, és Prágától 100 km-re délnyugatra fekszik.
A település első írásos említése 1315-ből származik.

## Az önkormányzathoz tartozó települések
- Horní Poříčí
- Dolní Poříčí

## Látnivalók
- A 13. századból származó román stílusú Keresztelő Szent János templom.
- Korai barokk vár a 17. század első feléből.

## Népesség
A település népessége az elmúlt években az alábbi módon változott:
| Lakosok száma | 607  | 533  | 555  | 403  | 318  | 297  | 305  | 304  | 302  | 308  |
|               | 1869 | 1890 | 1921 | 1950 | 1980 | 2001 | 2017 | 2019 | 2022 | 2024 |